# James Toseland

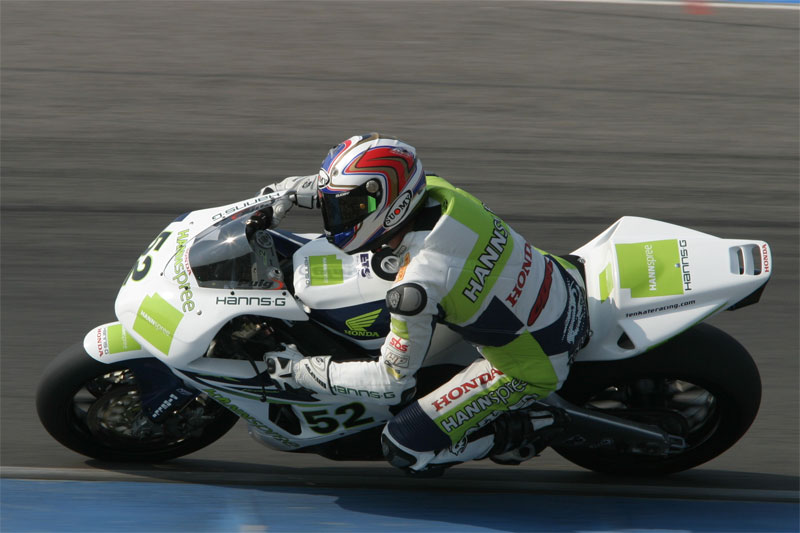
James Toseland, Assen 2007

James Toseland, född 1980 i Sheffield, är en brittisk roadracingförare. Han blev världsmästare i Superbike säsongen 2004 på en Ducati 999F04 och Säsongen 2007 på en Honda Fireblade för Ten Kate-stallet. Efter en stor ledning under säsongen krympte marginalen och Toseland tog VM-titeln endast två poäng före Noriyuki Haga, Yamaha Italia.
Till 2008 bytte Toseland klass. Han körde MotoGP för Tech 3 Yamaha och började lovande med sjätteplatser i de två inledande tävlingarna. Ett antal sjätteplatser och en elfteplats i VM blev hans facit för debutsäsongen. Toseland fortsatte i samma team 2009 men han återvände till Superbike 2010. Toseland avslutade sin roadracingkarriär i september 2011 efter att en skada han ådragit sig vid en krasch i mars samma år visade sig ge bestående besvär.
I januari 2012 blev det officiellt att Toseland hade förlovat sig med musikern Katie Melua. Den 1 september samma år gifte de sig. De skilde sig 2020.

## Segrar World Superbike
| Nummer | Bana           | Heat | År   |
| ------ | -------------- | ---- | ---- |
| 1      | Ochsersleben   | 2    | 2003 |
| 2      | Valencia       | 1    | 2004 |
| 3      | Assen          | 1    | 2004 |
| 4      | Magny-Cours    | 1    | 2004 |
| 5      | Silverstone    | 2    | 2005 |
| 6      | Losail         | 1    | 2006 |
| 7      | Lausitzring    | 2    | 2006 |
| 8      | Magny-Cours    | 1    | 2006 |
| 9      | Losail         | 2    | 2007 |
| 10     | Phillip Island | 2    | 2007 |
| 11     | Donington Park | 1    | 2007 |
| 12     | Valencia       | 2    | 2007 |
| 13     | Assen          | 1    | 2007 |
| 14     | Brno           | 1    | 2007 |
| 15     | Brands Hatch   | 1    | 2007 |
| 16     | Brands Hatch   | 2    | 2007 |